# Bernard Stuart
Bernard Stuart (* 31. März 1706 auf Farm Wester Bogs, Enzie District, Banffshire, Schottland als Alexander Stuart; † 22. September 1755 in Ferrara, Italien) war ein schottischer Benediktiner-Pater, Architekt, Mathematiker und Uhrmacher sowie Hofbaumeister in Salzburg.

## Leben
Er entstammte einer Adelsfamilie aus dem schottischen Perthshire und war der Sohn des John Stuart, Herr auf Bogs, und der Anna Gordon. Der junge Alexander Stuart wurde zunächst im heimischen Scalan College ausgebildet, dann aber 1718 von seinem Onkel Maurus Stuart ins neue Priesterseminar des Benediktiner-Schottenklosters St. Jakob, Regensburg geschickt. Im Jahr 1725 trat er dort dem Benediktinerorden bei, legte 1726 sein Ordensgelübde (Profess) ab und nahm den Ordensnamen Bernard an. Dort studierte er dann auch Philosophie und Theologie. Nach seiner Priesterweihe (1730) wurde er als Kaplan ins Benediktinen-Frauenstift Nonnberg in Salzburg versetzt. Dort bildete er sich in anderen Wissenschaften weiter und wurde auch ein talentierter Uhrmacher, wie viele Ordensbrüder seiner Zeit auch „Priestermechaniker“ genannt. So baute er unter anderem im Jahr 1731 den Mechanismus einer freistehenden Boulle-Uhr für Erzbischof Leopold Anton von Firmian, die sich später (1902) im Kunsthistorischen Museum zu Wien befand. Im Jahr 1735 verfasste er ein astronomisches Werk und stellte mehrere astronomische Instrumente her.

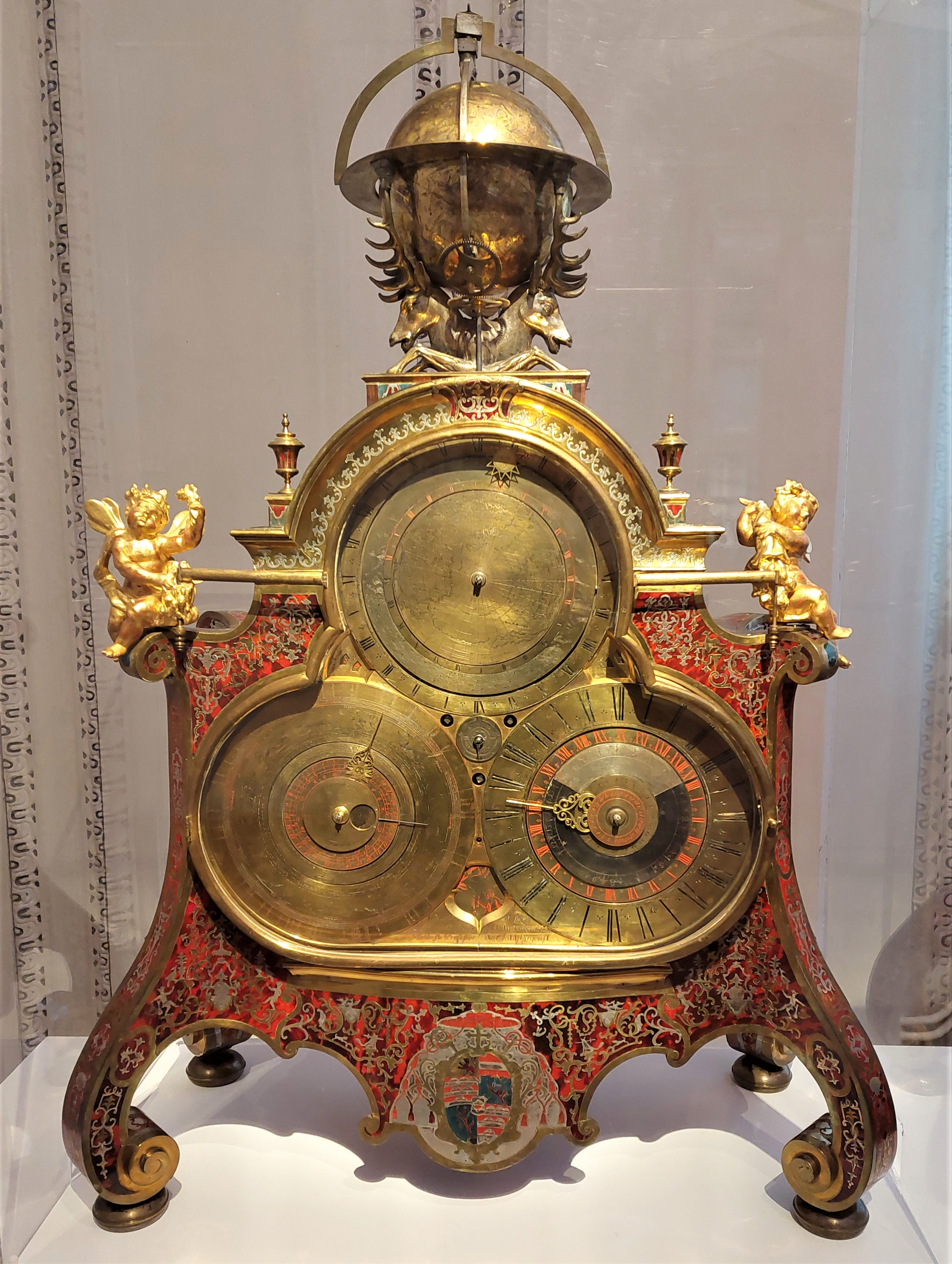
Astronomische Prunkuhr mit dem Wappen des Fürsterzbischofs Leopold Anton von Firmian (Entwurf P. Bernard Stuart, Ausführung Jacob Bentele [1701–1773], Kunsttischler Thomas Ableithner)

In den Jahren 1730 bis 1739 führte ihn eine erstaunliche Karriere fast durch ganz Europa. Als Architekt, Physiker und Mathematiker war er in Sankt Petersburg und Wien ebenso angesehen wie am Hof zu Salzburg und in der Freien Reichsstadt Augsburg. Ab November 1733 bis 1741 lehrte er Mathematik an der Universität Salzburg, 1736 wurde er zum Salzburger Hofbaumeister ernannt und gleich mit dem Bau von Schloss Leopoldskron (1736–1744) beauftragt. Im Jahr 1742 ging er nach Russland und lehrte Mathematik an der Universität Sankt Petersburg. 1743 kehrte er nach Regensburg zurück und wurde am 25. September als Abt ins Schottenstift Erfurt versetzt.
Stuart, der schon mehrere Jahre kränklich war, starb 1755 in Ferrara auf der Reise nach Rom zum Heiligen Stuhl aufgrund der Reisestrapazen.